# Die Teufelsbrigade (1951)
Die Teufelsbrigade ist ein US-amerikanischer Western des Regisseurs Raoul Walsh aus dem Jahr 1951 mit Gary Cooper in der Hauptrolle.

## Handlung
Hauptmann Quincy Wyatt lebt 1840 mit seinem fünfjährigen Sohn und einigen indianischen Dienern auf einer Insel in einer Lagune Floridas. Um einer Schmugglerbande, die aufständische Indianer mit Waffen versorgt, das Handwerk zu legen, wird von der amerikanischen Armee ein Sonderkommando zusammengestellt.
Wyatt, der die Gegend gut kennt, wird die Führung der Truppe übertragen. Es gelingt, das Schlupfloch der Schmuggler und der Indianer ausfindig zu machen und in die Luft zu sprengen. Gleichzeitig können mehrere Gefangene befreit werden. Unter ihnen befindet sich Judy Beckett.
Die Gruppe versucht umgehend zurückzukehren, wird aber schon bald von den Indianern verfolgt und muss in die Sümpfe ausweichen. Trotz der gefährlichen Umstände verliebt sich Judy in Wyatt. Die Indianer können einen Großteil der Mannschaft töten. Unter großen Anstrengungen schafft eine kleine Schar Überlebender die Rückkehr auf die Insel von Wyatt.
Sein Sohn und seine indianischen Diener sind jedoch verschwunden und sein Haus abgebrannt. Sie werden von den Indianern eingeschlossen. Wyatt fordert den Häuptling zu einem Zweikampf heraus und besiegt ihn. Die restlichen Indianer werden durch das rechtzeitige Eintreffen einer Brigade von General Zachary Taylor in die Flucht geschlagen. Sein Sohn befindet sich wohlbehütet beim General. Judy bleibt bei Wyatt und seinem Sohn.

## Kritiken
„Ausschweifend angelegte naive Wildwest-Saga mit vielen Ungereimtheiten, inszeniert in überaus bunten Farben.“

## Hintergrund
Das Drehbuch basiert auf einer Geschichte von Niven Busch.
Für den Hauptdarsteller Gary Cooper war es nach Im Geheimdienst seine zweite Zusammenarbeit mit dem Produzenten Milton Sperling und sein einziger Film mit dem Regisseur Raoul Walsh, der die Ereignisse in Der Held von Burma in das im Westernfilm eher unübliche Sumpfgebiet von Florida, die Everglades, verlegte. Der sogenannte Wilhelmsschrei wurde hier erstmals eingesetzt.
Die Warner Bros. brachte den Film 1952 in die bundesdeutschen Lichtspielhäuser.

### Synchronisation
| Rolle                  | Darsteller       | Synchronsprecher       |
| ---------------------- | ---------------- | ---------------------- |
| Hauptmann Quincy Wyatt | Gary Cooper      | Wolf Martini           |
| Judy Beckett           | Mari Aldon       | Bettina Schön          |
| Leutnant Richard Tufts | Richard Webb     | Ernst Wilhelm Borchert |
| Monk                   | Arthur Hunnicutt | Fritz Tillmann         |
| General Zachary Taylor | Robert Barrat    | Siegfried Schürenberg  |